# 2. HOL za muškarce 1996./97.
Drugu hrvatsku odbojkašku ligu u sezoni 1996./97. je činilo šesnaest klubova raspoređenih u dvije skupine.

## Konačni poredak

### Grupa A
1. Čakovec (Čakovec)
2. Valpovo (Valpovo)
3. Interarting (Čazma)
4. Mladost II (Zagreb)
5. Industrogradnja (Zagreb)
6. OK Zrinski (Nuštar)
7. Črečan (Macinec - Črečan)
8. Dandi - Mont (Zagreb)
9. Eleektra (Osijek)
10. Brod (Slavonski Brod)

### Grupa B
1. Domagoj (Opuzen)
2. Kvarner (Rijeka)
3. Marjan (Split)
4. Goran (Bibinje)
5. Opatija (Opatija)
6. Šibenik (Šibenik)